# Pfreimd (řeka)
Přimda (německy Pfreimd) je přibližně 76 km dlouhá řeka pramenící v České republice jako Kateřinský potok a pokračující v Horní Falci v Německu. Řeka se vlévá zleva do řeky Náby poblíž města Pfreimd v zemském okrese Schwandorf. Její 20 km dlouhý horní tok v České republice se nazývá Kateřinský potok potok, na bavorské straně pak krátce pokračuje k přítoku Rehlingbach jako Katerinabach, kde začíná 54 km dlouhý tok řeky Pfreimd.

## Jméno
Nejstarší písemné záznamy o řece Pfreimd jsou v podobě: Frimida (1022/23), Frima (1024-1031), Phrime (kolem 1130; se starým hláskováním <ph> pro <pf> a Phrimede (1156). Neexistuje spolehlivá etymologie. Název může mít západoslovanský původ a lze jej přeložit ve smyslu "tok se zakalenou vodou" (srov. Lužickosrbská slova "při" a "mut"). Slavista Heinrich Kunstmann srovnává název s názvem ostrova Premuda, který odvozuje od latinského prīmu „první“. Přípona -da zde však zůstává nejasná, stejně jako přesné znění latinského názvu. Lingvisté Greule a Janka rekonstruují germánské hydronymum * Frīma na základě důkazů z 11. století, z nichž bylo odvozeno toponymum * Frīmida. Tato základní forma názvu řeky a místa byla ve slovanštině přijata jako * Primьda, etymona české Přimdy. Dnešní výslovnost s pf- a česká výslovnost s p- jasně hovoří proti pravosti variant jmen s f-. Je pravděpodobnější, že <f> je zde pravopisná varianta <pf>.
Od řeky bylo pojmenováno také město Pfreimd.

## Geografie

### Tok
Pfreimd pramení jeden a půl kilometru jihovýchodně od Lesné u Tachova. Na svém 20 km dlouhém horním toku v České republice nese název Kateřinský potok. Potok vede západně od Žebráků, teče mezi Hošťkou a Rozvadovem. Na Rozcestí je překlenuta dálnicí D5. Na české straně jsou ještě samoty Kateřinské Chalupy a obec Svatá Kateřina. Tři kilometry jihozápadně od Diany potok vtéká na bavorské území, kde se zpočátku stále jmenuje Katharinabach a po splynutí s Rehlingbachem u statku Pfrentschweiher přijímá jméno Pfreimd.
Pfreimd zpočátku pokračuje na západ k nejvodnatějšímu přítoku, Zottbachu, který se připojuje ze severu poblíž vesnice Lohma jižně od města Pleystein. Zottbach také pramení v České republice. poté pokračuje Pfreimd klikatě jihozápadním směrem.
Pfreimd dále protéká vesnicemi Moosbach, Altentreswitz a Böhmischbruck. V Böhmischbrucku ústí zleva do Pfreimdu Uchabach. Pak vtéká do přehradní nádrže Kainzmühle.
Na sever od Trausnitzu opouští Pfreimd zemský okres Neustadt an der Waldnaab a vtéká do zemského okresu Schwandorf. U Trausnitzu se nachází další přehrada Trausnitztalsperre.
Na severním okraji města Pfreimd se řeka vlévá s průměrným průtokem 6,0 m³/s zleva do Náby, která zde dosahuje téměř 20 m³/s.

### Povodí

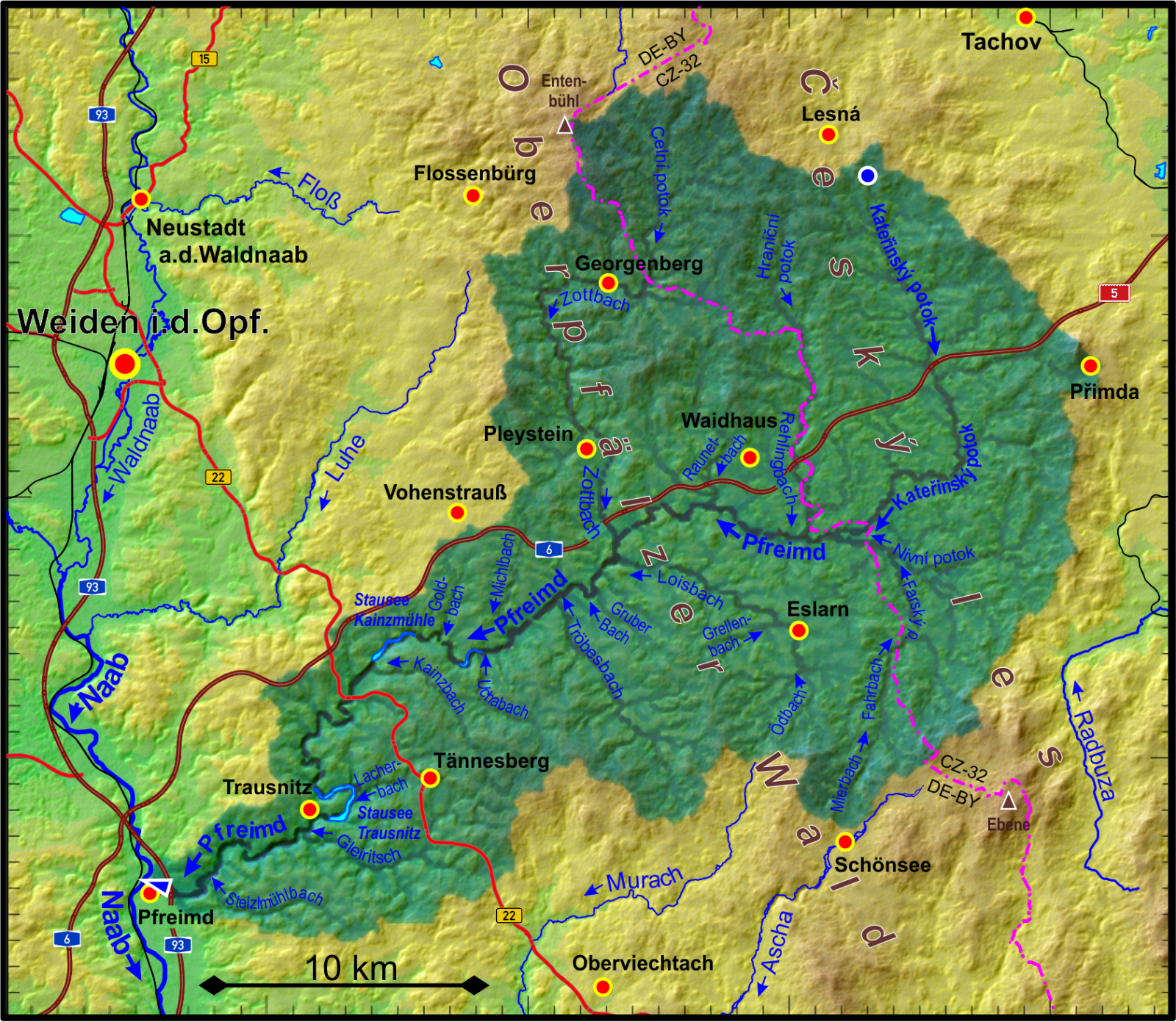
Povodí řeky Pfreimd

Pfreimd odvodňuje velkou část severní Horní Falce v Bavorsku a severozápadního Českého lesa v České republice. Povodí říční soustavy Pfreimd na české straně pokrývá 211 km², z nichž asi 104 km² odvádí Kateřinský potok, který má průměrný průtok 0,71 m³/s vody na česko-německé hranici. Na bavorské straně odvodňuje Pfreimd dalších 384 km².
Severní a východní povodí v České republice hraničí s povodím Mže, jihovýchodní a jižní s Radbuzou. V České republice hraničí povodí řeky Pfreimd s evropským hlavním rozvodím mezi Dunajem a Labem, na bavorské straně s povodím řeky Náby. Na jihu hraničí postupně Ascha, Murach, Katzbach a menší toky, které odtékají přes Švarcavu do Náby. Na hranici povodí na severozápadě se nachází přítoky horní Náby povodí Luhe, konečně za malou částí severozápadní hranice povodí potok Floss, který také ústí do horní Náby a nakonec i pramenná řeka Waldnaab.

### Přítoky
Výběr od pramene k ústí.
Horní tok v České republice, zvaný Kateřinský potok.
- Žebrácký potok (Petlarnbach), zleva od východu u Žebráků
- Lesní potok, zprava od severozápadu těsně po předchozím
- Jezevčí potok, zprava od západo-severozápadu u Rozcestí
- Václavský potok, zleva od severovýchod u Svaté Kateřiny
- Apolenský potok, zleva od východu před Dianou
- Jelení potok, zprava ze severu nad Rybničnou, před bavorskými hranicemi

Kratší část toku v Bavorsku, zvaná Katherinabach (Kateřinský potok).
- Natschbach, v České republice zvaný Nivní potok, zleva od východu bezprostředně po překročení hranice, 8,7 km a 59,5 km²
- Rehlingsbach v České republice zvaný Hraniční potok, zprava od severu u statku Pfrentschweiher, Markt Eslarn, 22,6 km a 42,5 km²

Od tohoto přítoku se tok nazývá Pfreimd.
- Raunetbach, zprava od severu ve 491 m nad mořem. po projetí Hörlmühle z Markt Waidhaus, 8,2 km a 23,1 km²
- Zottbach, v České republice zvaný Celní potok, zprava od severu u Lohmy, 28,9 km a 98,6 km²
- Loisbach, zleva od jihovýchodu do 481 m nad mořem na Hechtlmühle u Markt Moosbach, 15,2 km a 45,1 km²
- Gruber Bach, zleva od jihovýchodu mezi Strehbergem a Markt Moosbach, 3,8 km a 4,4 km²
- Fahrnbach, zprava od severo-severozápadu do 475 m nad mořem před Burgtreswitz, 2,3 km a 3,3 km²
- Tröbesbach, zleva od jiho-jihovýchodu ve výšce 475 m v Burgtreswitz, 11,6 km a 32,7 km²
- Michlbach, zprava a ze severu u Wastlmühle u Vohenstraußu, 5,6 km a 8,4 km²
- Bärenwinkelbach, zleva od jiho-jihovýchodu na začátku Böhmischbrucku, přibližně 1,4 km a přibližně 1,3 km²
- Uchabach, zleva od jihovýchodu v Böhmischbrucku, 7,2 km a 10,6 km²
- Goldbach, zprava od severu na Vohenstrauß-Goldbachschleife, přibližně 3,7 km a 6,0 km²

Následně se Pfreimd vlévá do přehrady Kainzmühle.
- Kaltenbaumbach, zprava od severozápadu do 458 m nad mořem, ústí do přehrady Pfreimd, přibližně 1,5 km a přibližně 1,1 km²
- Kainzbach, zleva od jihovýchodu mezi Pfreimdstausee a Kainzmühle u Markt Tännesberg, 9,2 km a 8,8 km²
- Schleissbach, zprava od severu u Kleßberg, Markt Leuchtenberg, cca 2,1 km a cca 3,0 km²
- Eilbach, zleva od východu u Tännesberg-Fischerhammer, přibližně 2,6 km a přibližně 3,4 km²
- Holzerbach, zprava od severozápadu naproti Tännesberg-Weinrieth, cca 1,2 km a cca 1,1 km²
- Dreiherrenbach, zprava od západu u Söllitzu, obec Trausnitz, cca 1,1 km a cca 0,9 km²

Poté protéká Pfreimd přehradou Trausnitz.
- Schleissbach, zleva od severu do nádrže Trausnitz poblíž Reisach, obec Trausnitz, přibližně 1,6 km a přibližně 1,9 km²
- Lacherbach, zleva od severovýchodu do nádrže Trausnitz, 4,4 km a 9,4 km²
- Gleiritsch, zleva od východu naproti Trausnitz-Kaltenthal, 9,9 km a 28,8 km²
- Lindenlohbach, zleva od východo-jihovýchodu, přibližně 1,6 km a přibližně 0,9 km²
- Stelzlmühlbach, zleva od východ-jihovýchodu naproti Pfreimd-Oberpfreimd, 7,7 km a 10,2 km²

## Galerie

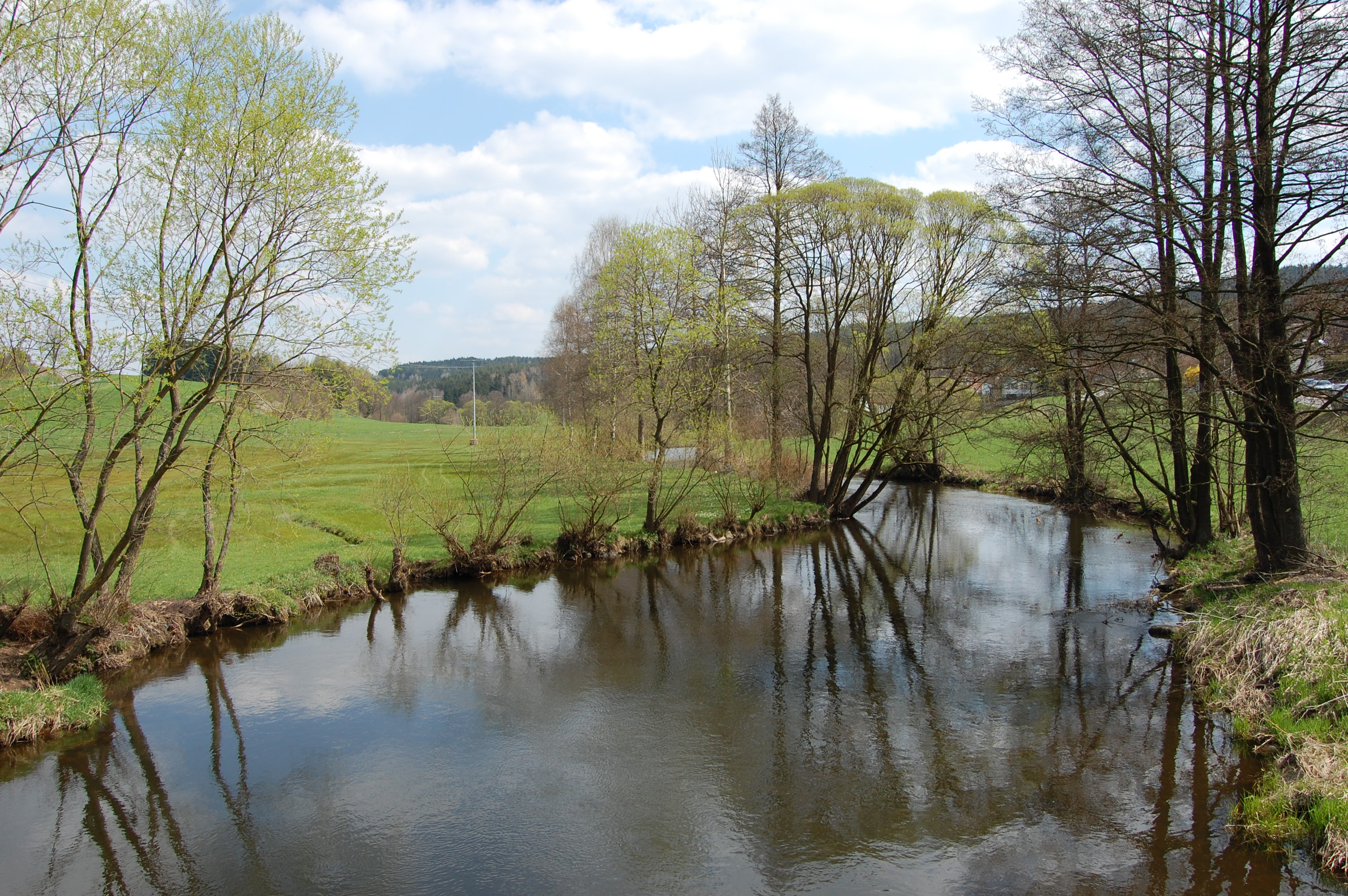
Řeka Pfreimd u vsi Böhmischbruck
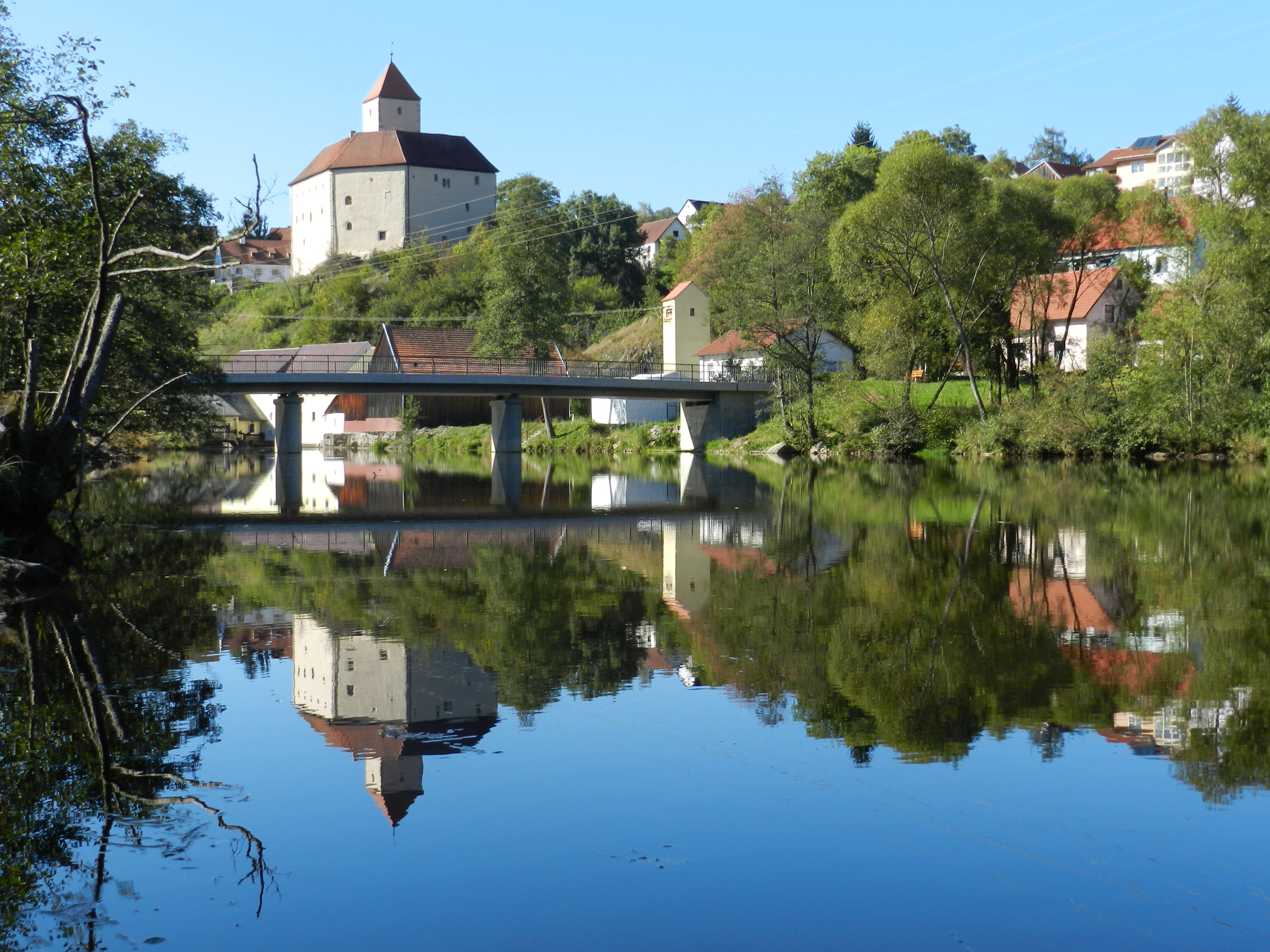
Hrad Trausnitz v údolí řeky Pfreimd
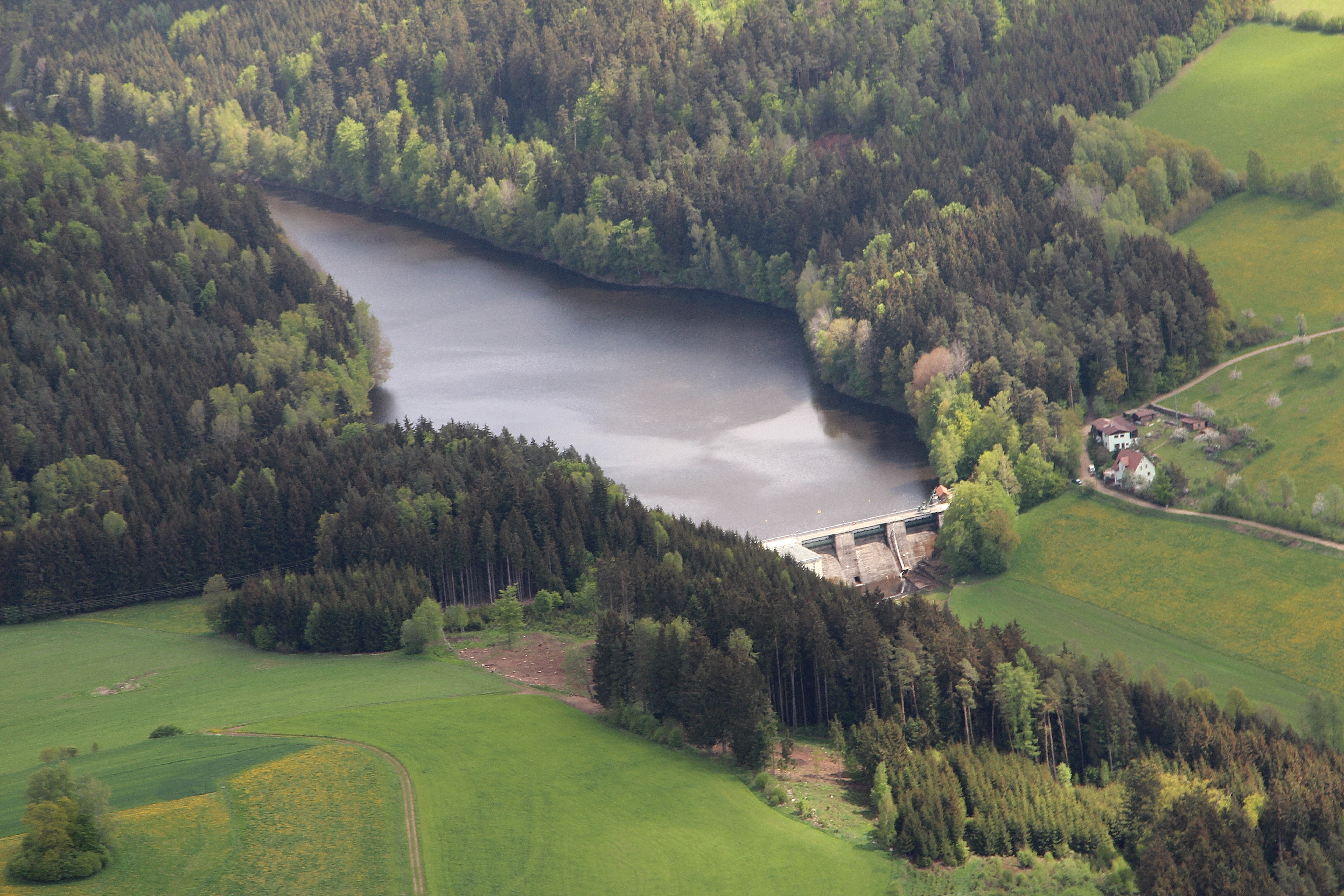
Přehrada Kainzmühlsperre u obce Tännersberg
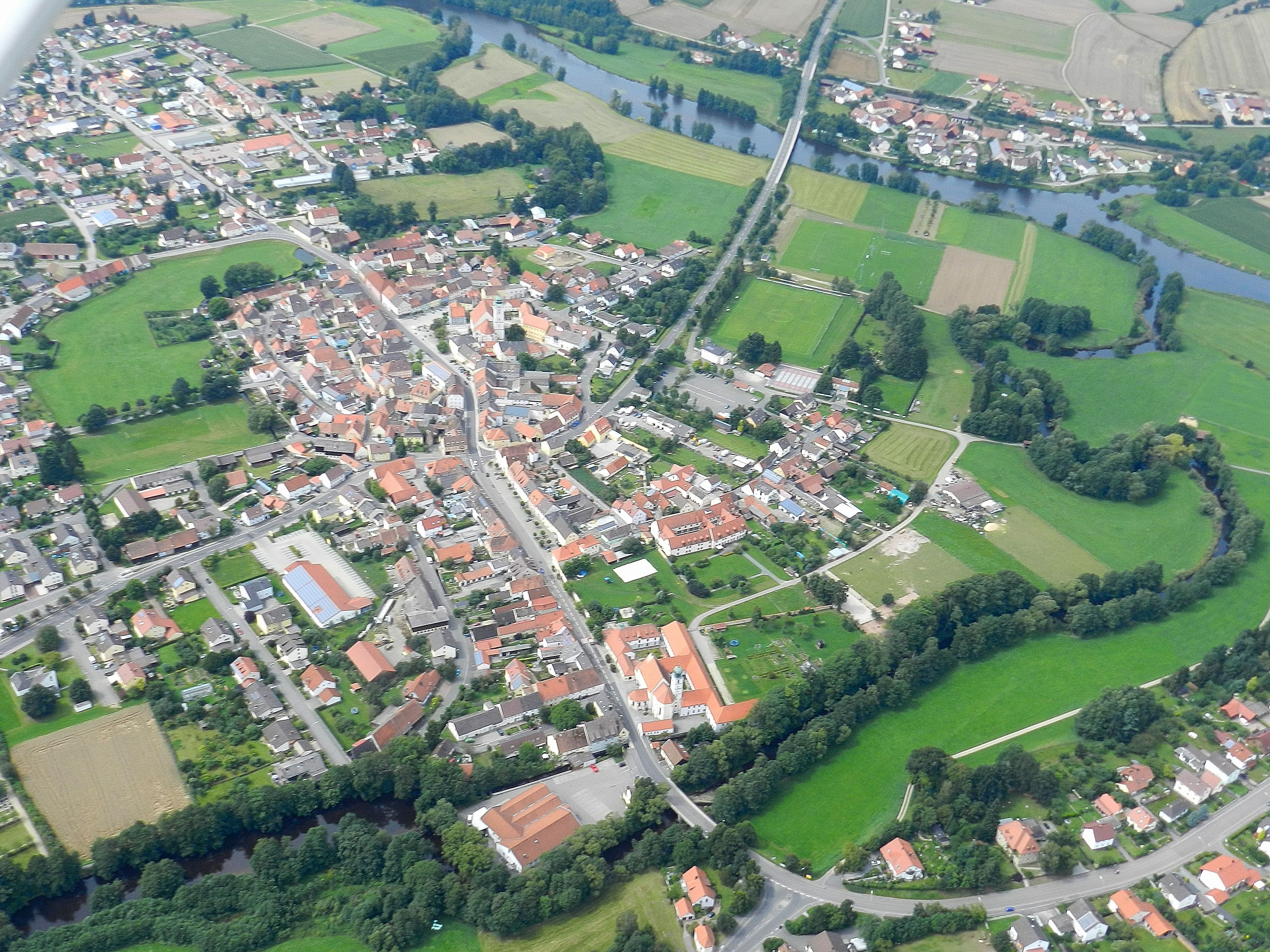
Ústí řeky Pfreimd do Náby, vlevo město Pfreimd
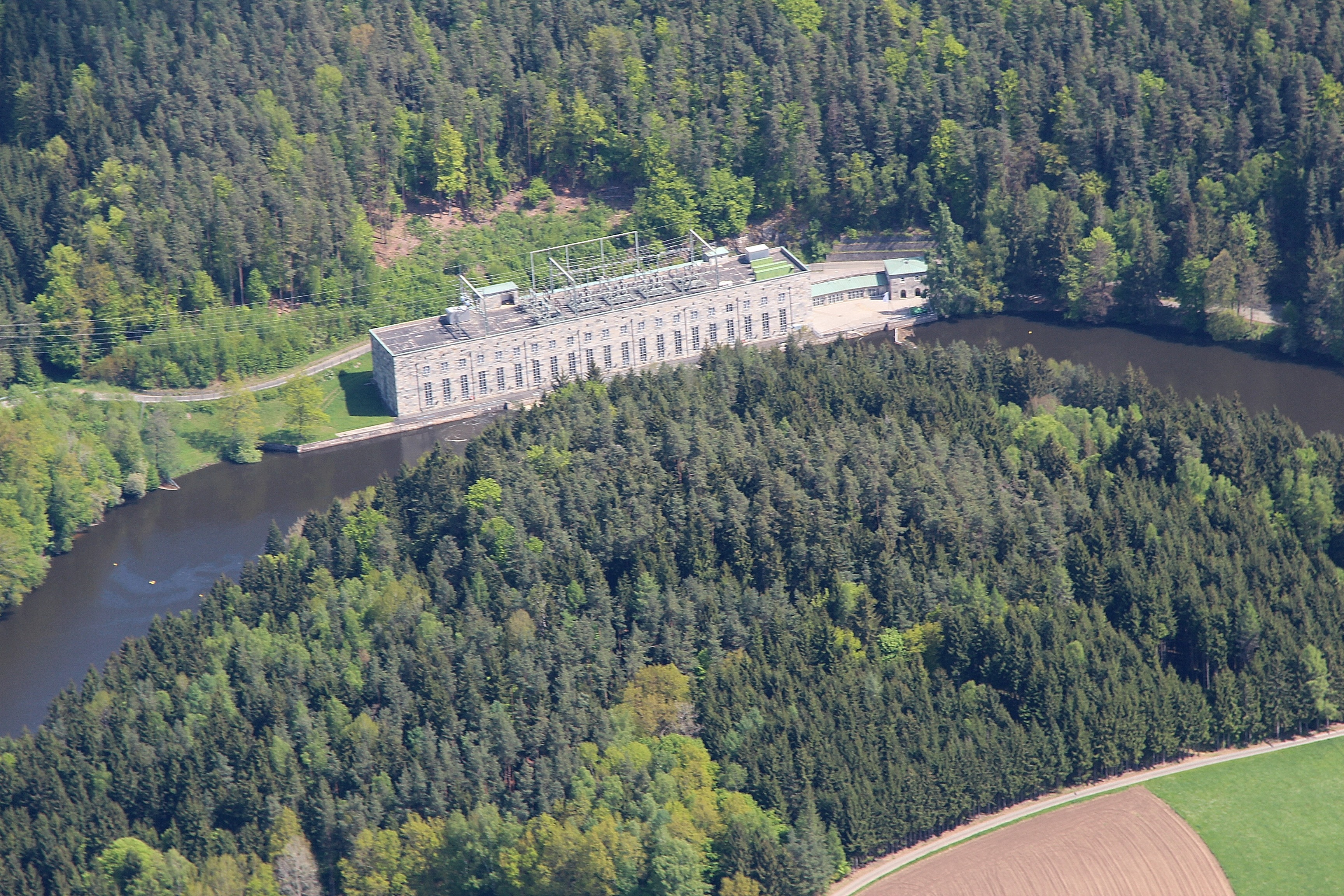
Stanice přečerpávací vodní elektrárny na přehradě Trausnitz
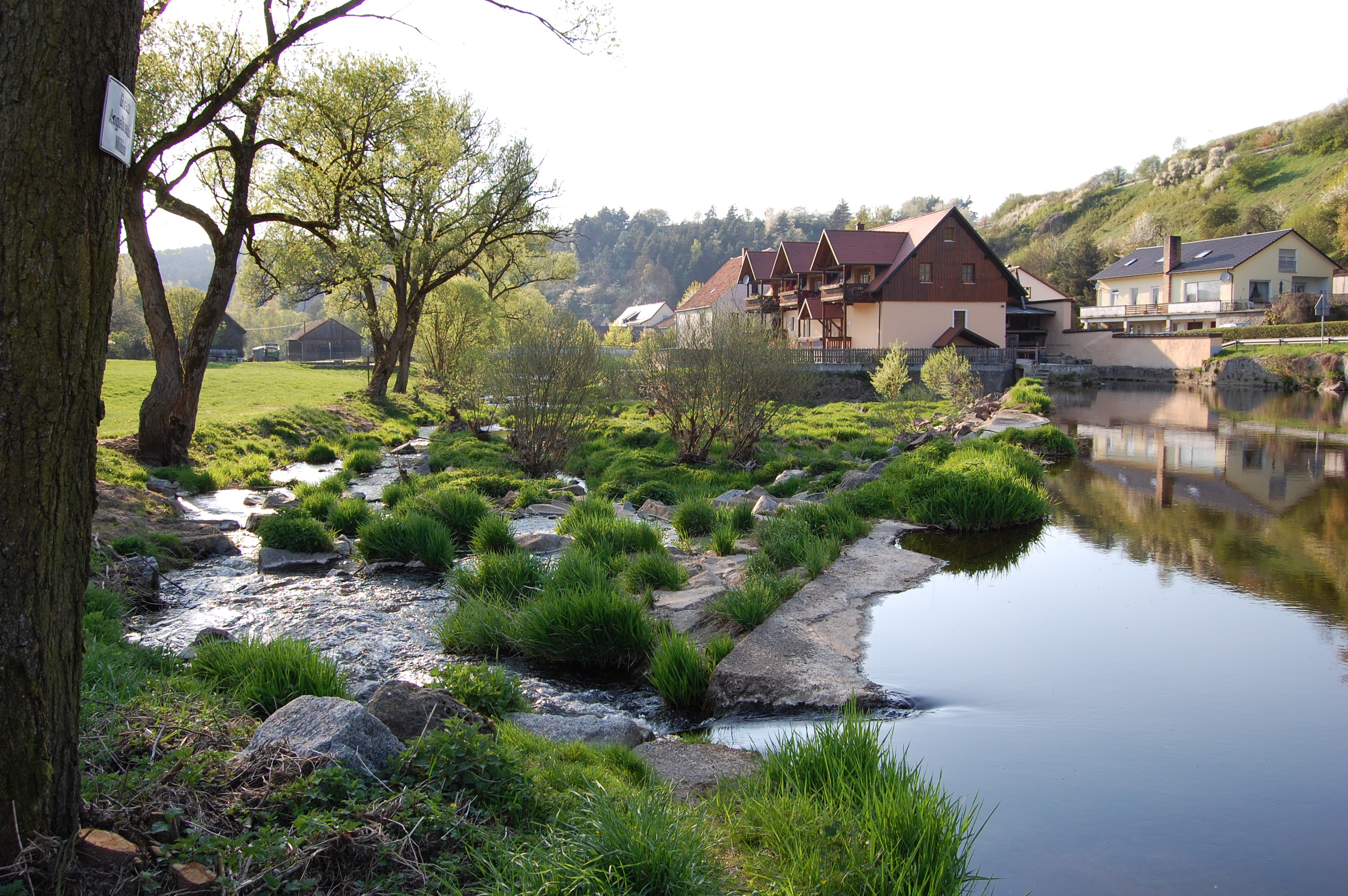
Řeka Pfreimd v obci Stein